# Trifolium biebersteinii
Trifolium biebersteinii är en ärtväxtart som beskrevs av Pierre Edmond Boissier. Trifolium biebersteinii ingår i släktet klövrar, och familjen ärtväxter. Inga underarter finns listade i Catalogue of Life.